# 仇池
仇池（きゅうち）は、氐族酋長の楊茂搜が樹立した地方政権。西晋時代に自立し、五胡十六国時代に割拠した。仇池とは嘉陵江の支流西漢水上流の地名で、現在の甘粛省成県に当たる。

## 前史
略陽郡清水県を本貫とする氐人楊氏は、秦漢時代より代々隴西の地に住み、その地の豪族であったという。後漢の建安年間には楊騰という人物が部落の大帥となった。楊騰の子楊駒は勇健にして謀略を有しており、父の死後に部衆を引き連れて仇池へ拠点を移した。また百頃の広さがあったので百頃とも呼称され、四方が山に囲まれて隔絶しており、高低差は二十里余りあった。また、山道は入り組み、頂上へ登りきるには36度も周りこまねばならなかった。山上には水泉が豊富にあり、土を煮れば塩を得ることが出来たという。
楊駒の死後は楊千万という人物が後を継ぎ、仇池山（甘粛省成県西）に居住した。211年、涼州軍閥のひとりである馬超が背くと（潼関の戦い）、それに従って反乱を起こし、敗北した馬超が涼州で再び蜂起すると、それに呼応して、興国（甘粛省秦安県東北）で反乱した。214年、夏侯淵に討伐されると、馬超のもとへ逃れ、ともに劉備に降った。後に曹魏から百頃氐王の称号を授けられた。楊千万の死後は、その子孫である楊飛龍が継いだ。彼の時代に楊氏は強盛となり、西晋の武帝から征西将軍に任じられたが、再び略陽に移住した。296年、彼には子がいなかったので、外甥である令狐茂搜を養子に迎え、楊茂搜とした。間もなく楊飛龍が亡くなると、楊茂搜が継いだ。

## 前仇池

### 楊茂搜の時代
296年12月、楊茂搜は斉万年の乱を避け、部落4千戸余りを率いて略陽から仇池へ移り、輔国将軍・右賢王を自称した。当時、戦乱を避けて関中から移住して来る者が大勢おり、楊茂搜は彼等を迎え入れて勢力を拡大した。後に愍帝により驃騎将軍・左賢王に任じられ、その地位を正式なものとした。
313年10月、長男の楊難敵は流民の楊武と結託して梁州を占拠すると、梁州刺史を自称した。314年1月、梁州出身の張咸らが反乱を起こすと、楊難敵は追放された。
317年12月、楊茂搜が没すると楊難敵が後を継ぎ、楊難敵は末弟の楊堅頭と共に仇池を分割統治した。

### 楊難敵の時代
楊難敵は左賢王を称して下弁に割拠し、楊堅頭は右賢王を称して河池に割拠した。
322年2月、前趙皇帝劉曜が仇池を攻撃すると、楊難敵は兵を率いて迎え撃つも敗れ、仇池に撤退した。これにより、仇池の諸氐・羌は劉曜に降伏した。楊難敵は使者を派遣して前趙に降伏すると、武都王に封じられた。
323年8月、前趙の襲来を恐れ、仇池を放棄して楊堅頭と共に漢中に奔ったが、前趙の鎮西将軍劉厚より追撃され、輜重や衆人が多数略奪された。劉曜は益州刺史田嵩に仇池を守らせた。
楊難敵は成漢に降伏の使者を派遣したが、前趙軍が撤兵するとすぐに成漢に反旗を翻した。成漢皇帝李雄は領軍李琀・将軍楽次らを派遣して下弁を攻撃させ、さらに征東将軍李寿を派遣して陰平を攻撃させた。楊難敵は李寿の侵攻を阻むと共に、李琀・李稚の退路を遮断して四方から攻撃し、数千人を殺害した。
325年3月、漢中から仇池へ侵攻し、これを陥落させた。これにより、再び仇池を領有するようになった。
327年1月、前趙の武衛将軍劉朗が仇池を襲撃したが、撃退した。
331年7月、成漢の大将軍李寿が陰平・武都を攻撃したが、撃退した。
334年1月、楊難敵は亡くなると、子の楊毅が後を継ぎ、左賢王・下弁公を称した。楊毅は東晋へ使者を派遣して称藩した。これ以降、仇池は一貫して東晋に従属し、代々仇池公に封じられている。

### 内乱の連続
337年11月、楊毅は族兄の楊初に殺害された。楊初はその衆を纏め上げて仇池公を称し、後趙にも臣従した。
349年8月、後趙領の西城を攻め、これを攻略した。
353年6月、前秦の左衛将軍苻飛が仇池へ侵攻したが、返り討ちにした。
355年1月、楊毅の末弟である楊宋奴は妻の兄弟である梁式王に楊初を殺害させた。楊初の子である楊国は側近を率いて梁式王と楊宋奴を殺害し、後を継いだ。
356年、楊国は叔父の楊俊に殺害され、楊俊は仇池公を称して自立した。360年1月、楊俊が亡くなると、子の楊世が後を継いだ。
368年12月、前秦にも称藩の使者を送り、南秦州刺史に任じられた。
370年、楊世は亡くなった。子の楊纂が後を継いだが、叔父の楊統はこれを認めずに自立したので、前仇池は分裂した。楊纂は即位してすぐに前秦と国交を断絶した。

### 滅亡
371年3月、前秦の西県侯苻雅・楊安・王統・徐成・羽林左監朱肜・揚武将軍姚萇が歩騎併せて7万を率いて仇池に襲来した。4月、楊纂は5万の兵を率いて応戦し、東晋の梁州刺史楊亮は督護郭宝・ト靖に千騎余りを与えて楊纂を援護させたが、楊纂は大敗を喫して兵卒の3・4割が戦死し、敗残兵を纏めて撤退した。楊統が武都の衆を従えて降伏すると、楊纂もまた自らを縛って降伏し、長安へ送られた。仇池の民は関中に移されたので、その地は空虚となった。楊纂は後に楊安に殺害された

## 後仇池

### 建国期
前仇池の楊難敵の孫に当たる楊仏奴は355年に父が内紛で殺害されたため、前秦に亡命して右将軍として仕えていた。その息子の楊定は苻堅の娘婿となり尚書・領軍将軍として仕え、383年の淝水の戦いで苻堅が大敗した後も前秦に仕え続けた。385年8月、苻堅が後秦により殺害されたため楊定は部衆を率いて隴右に逃れ、11月に歴城（現在の甘粛省西和県）に移って、龍驤将軍・平羌校尉・仇池公を自称し自立、後仇池政権を建国した。楊定は東晋に服属して自称していた称号全てを認可され、390年には天水、略陽、隴城、冀城など秦州を占拠し隴西王を自称するなど勢力を拡大した。だがそのために西秦の乞伏乾帰と衝突し、394年10月に合戦となり敗北した楊定は殺害されてしまい、隴西も失った。

### 存続に腐心
従兄の楊盛が仇池公を継ぎ、北魏や後秦、東晋などとの外交関係に苦慮しながら存続に尽力した。396年には後秦に服属して仇池公に封じられ、398年には北魏に服属して仇池王に封じられ、399年には東晋に服属して平羌校尉・仇池公に服属し、404年には東晋から簒奪して楚の皇帝となった桓玄から西戎校尉に進められた。404年と405年には西秦と合戦、405年にはさらに後秦と戦い大敗したが、子の楊難当を人質に差し出して凌いだ。412年に楊盛は再度後秦に背いたため、その攻撃を受けたが撃退し、逆に416年には後秦を攻撃、417年に後秦が東晋に滅ぼされるまで戦った。後秦滅亡後は関中の覇権をめぐって衝突した。420年に東晋が劉裕に簒奪されて滅びると、楊盛は新たに成立した宋に服属し、422年には武都王に封じられたが、年号は東晋の義熙を使い続けた。425年6月に楊盛は死去し、息子の楊玄が跡を継いだ。
楊玄は宋の年号である元嘉を奉じて正式に宋に服属するが、426年12月に北魏が長安を獲得したため、北魏に服属し、以後は南朝重視路線から南北両朝通交路線に改めた。429年に楊玄は死去し、子の楊保宗が跡を継いだが、すぐに叔父の楊難当に廃されてしまい、楊難当は宋に服属した。432年に後仇池では飢饉が発生、同時期に宋では司馬飛龍の乱が起こったので楊難当はこれに乗じて梁州（現在の四川省東部）北部を攻撃して漢中を占領したが、すぐに宋の蕭思話の反撃を受け、434年に楊難当は謝罪して再度宋に服属した。
一方、先に廃された楊保宗は432年に楊難当に叛いたが失敗して捕らえられ、435年には赦免されて董亭（現在の甘粛省天水市）に鎮したが、後に兄の楊保顕と共に北魏に亡命した。436年3月、楊難当は建義という独自の年号を建て、自らを大秦王、妻を王后、世子の楊和を太子として本格的に自立し、南北朝のどちらにも属さない完全な独立国としての体制を敷いた。

### 滅亡
楊難当は北魏を攻撃するが、北魏は先に亡命していた楊保宗を使ってこれを防がせた。440年、楊難当は旱魃と災害を理由にして王号を大秦王から武都王に戻し、441年には宋の益州北部を攻撃したが撃退され、追いつめられた楊難当は442年閏5月に仇池を放棄して北魏に亡命し、ここに後仇池は滅亡した。
なお、先に亡命していた楊保宗は443年4月に謀反を起こして北魏に殺害され、仇池も北魏により平定された。ただし仇池の集団は南北朝時代の中で巧みに勢力を保ちながら6世紀末まで集団を維持した。

## 氐族の滅亡
楊茂搜の後裔はその後も武都、武興、陰平などの政権を樹立したが、580年に沙州氐帥の楊永安が北周の益州総管王謙の反楊堅の運動に協力したことから楊堅の軍勢により滅亡させられ、部衆は四散、氐の名称は史書から姿を消していくこととなった。

## 歴代君主

### 前仇池
1. 楊茂搜:296年 - 317年
2. 楊難敵:317年 - 334年
3. 楊毅:334年 - 337年
4. 楊初:337年 - 355年
5. 楊国:355年 - 356年
6. 楊俊:356年 - 360年
7. 楊世:360年 - 370年
8. 楊統:370年 - 371年
9. 楊纂:370年 - 371年

### 後仇池
1. 楊定:385年 - 394年
2. 楊盛:394年 - 425年
3. 楊玄:425年 - 429年
4. 楊保宗:429年
5. 楊難当:429年 - 442年
6. 楊保熾:442年

### 武都
1. 楊文徳:443年 - 454年
2. 楊元和:?年 - ?年
3. 楊僧嗣:?年 - ?年
4. 楊文度:?年 - 477年

### 武興
1. 楊文弘:477年 - 482年
2. 楊後起:482年 - 486年
3. 楊集始:486年 - 503年
4. 楊紹先:503年 - ?年
5. 楊智慧:?年 - ?年
6. 楊辟邪:?年 - 553年

### 陰平
1. 楊広香:477年 - 481年頃
2. 楊炅:483年 - 496年
3. 楊崇祖:496年 - 501年頃
4. 楊孟孫:502年 - 511年
5. 楊定:511年 - ?
6. 楊太赤:516年頃
7. 楊法深:520年代 - 553年頃